# Obid
Obid est une commune du district de Nové Zámky, dans la région de Nitra, en Slovaquie.

## Histoire
La première mention écrite du village date de 1237. Une église catholique romaine dédiée à Étienne Ier de Hongrie a été bâtie en 1790.

## Démographie

### Évolution de la population
| Année:               | 1994. | 2004. | 2014.   | 2024.   |
| -------------------- | ----- | ----- | ------- | ------- |
| Nombre de personnes: | 0     | 1147  | 1159    | 1143    |
| Différence:          |       | –     | +1,04 % | -1,38 % |

| Année:               | 2023. | 2024.   |
| -------------------- | ----- | ------- |
| Nombre de personnes: | 1135  | 1143    |
| Différence:          |       | +0,70 % |